# Marlene Dumas
Marlene Dumas, född 3 augusti 1953 i Kapstaden, är en sydafrikansk-nederländsk bildkonstnär.
Marlene Dumas är boer och växte upp som det yngsta av tre barn på en vingården Jacobsdal några mil från Kapstaden. Hon är dotter till bonden Johannes Dumas och Helena Dumas. Hon utbildade sig 1972–1975 i teckning, måleri och skulptur vid Kapstadens universitet, flyttade därefter till Nederländerna och studerade 1976–1978 på den privata konstskolan Ateliers '63 i Haarlem, bland annat för skulptören Carl Vissers och konceptkonstnärerna Jan Dibbets och Ger van Elk. Åren 1979–1980 studerade hon psykologi vid Amsterdams universitet. Hon höll sin första separatutställning 1979 på Galerie Annemarie de Kruyff i Paris.
Marlene Dumas bor och arbetar i Amsterdam. Hon är sedan tjugo år sambo med konstnären Jan Andriesse och har dottern Helena (född 1989), som ofta avbildats i hennes målningar. Hon fick 2011 Rolf Schockpriset i de visuella konsterna ”för hennes unika förmåga att skildra människans utsatthet och storhet med ett måleri som inte väjer för att skildra det svåra. Med inlevelse och kritiska ögon lyfter hon fram frågor kring ras, etnocentrism, kön och sexualitet”.
Marlene Dumas behandlar i sin konst ofta våld och sex:
| ”                 | En målning av Dumas är lätt att känna igen. Den brukar visa ett ansikte eller en helfigur i dramatisk närbild, visad isolerad mot en neutral bakgrund. Uttryckt på ett annat sätt sitter människorna i hennes bilder inte på kafé eller promenerar inte längs gatan, utan de verkar ha uppstått ur någon infernalisk värld där personliga minnen ständigt är i kollision med publika traumata. Hennes avbildade personer inkluderar hennes dotter, hennes mor, terrorister, offer som drunknar, offer som hängs, Emily Dickinson, den sydafrikanska poeten Elisabeth Eybers och modellen Naomi Campbell. | „ |
| – Deborah Solomon | |   |